# James R. Grover
James Russell Grover jr. (ur. 5 marca 1919 w Babylon, zm. 14 października 2012 w Babylon) – amerykański polityk, członek Partii Republikańskiej.

## Działalność polityczna
Od 1957 zasiadał w New York State Assembly. Następnie od 3 stycznia 1963 do 3 stycznia 1975 przez sześć kadencji był przedstawicielem 2. okręgu wyborczego w stanie Nowy Jork w Izbie Reprezentantów Stanów Zjednoczonych.